# 1910 год в спорте
Список 1910 год в спорте перечисляет спортивные события, произошедшие в 1910 году.

## Российская империя
- Чемпионат России по конькобежному спорту 1910;

### Футбол
- Созданы клубы:
  - «Сельмаш» (Харьков);
  - «Спарта» (Львов);
  - «Торпедо» (Георгиевск);
  - «Ютженка» (Краков);

## Международные события
- Тур де Франс 1910;
- Создан баскетбольный клуб «Северная Каролина Тар Хилз»;

### Чемпионаты Европы
- Чемпионат Европы по конькобежному спорту 1910;
- Чемпионат Европы по фигурному катанию 1910;
- Чемпионат Европы по хоккею с шайбой 1910;

### Чемпионаты мира
- Чемпионат мира по тяжёлой атлетике 1910 (I);
- Чемпионат мира по тяжёлой атлетике 1910 (II);
- Чемпионат мира по фигурному катанию 1910;

### Футбол
- Кубок Столетия Майской революции;
- Чемпионат Люксембурга по футболу 1910/1911;
- Чемпионат Уругвая по футболу 1910;
- Созданы клубы:
  - «Анкарагюджю»;
  - «Аудакс Итальяно»;
  - «Аяччо»;
  - «Берум»;
  - «Бюль» (Фрибур);
  - «Велес Сарсфилд»;
  - «Газелек»;
  - «Губбио»;
  - «Диошдьёр»;
  - «Кадис»;
  - «Коринтианс»;
  - «Маритиму»;
  - «Монс»;
  - «Мьёндален»;
  - «Насьонал» (Фуншал);
  - «Нороэсте»;
  - «Ночерина»;
  - «Олимпо»;
  - «Падова»;
  - «Петанж»;
  - «Ресовия»;
  - «Сандецья»;
  - «Саут Чайна»;
  - «САШК Напредак»;
  - «Сольнок»;
  - «Стейнхьер»;
  - «Схотен»;
  - «Татабанья»;
  - «Фаренсе»;
  - «Эйр Юнайтед»;

#### Англия
- Футбольная лига Англии 1909/1910;
- Футбольная лига Англии 1910/1911;
- ФК «Манчестер Юнайтед» в сезоне 1910/1911;

### Шахматы
- Матч за звание чемпиона мира по шахматам 1910 (Ласкер — Шлехтер);
- Матч за звание чемпиона мира по шахматам 1910 (Ласкер — Яновский);